# Pierre Allorant
Pierre Allorant, né le 29 septembre 1962 à Orléans, est un historien du droit, politologue, universitaire et homme politique français. Professeur des universités en histoire du droit et des institutions à l'université d'Orléans, il est doyen de la faculté de droit, d'économie et de gestion d'Orléans depuis 2016. Il préside le Conseil économique, social et environnemental régional du Centre-Val de Loire ainsi que le Comité d'histoire parlementaire et politique depuis 2024 

## Biographie

### Origines familiales
Né le 29 septembre 1962 à Orléans (Loiret), Pierre Allorant est le fils d'une mère sage-femme, Jacqueline Jozon, fille d'André Jozon (préfet du Loiret) et petite-fille de Paul Vuillot (géographe saharien et maire de Malesherbes), et d'un père médecin généraliste, Jean Allorant, venus s'installer à Fleury-les-Aubrais, en quête d'une patientèle. Il vit à Olivet.

### Études et débuts dans le secondaire
Après avoir obtenu son baccalauréat scientifique au lycée Pothier d'Orléans, Pierre Allorant étudie les sciences politiques à Paris. Certifié d'histoire-géographie en 1985, scientifique du contingent à Saint-Maixent-l'École, il est reçu à l'agrégation d'histoire en 1988. Il rentre alors à Orléans pour enseigner au collège Dunois, au collège Condorcet puis au lycée Voltaire et donner quelques cours et travaux dirigés d'histoire contemporaine en licence d'administration économique et sociale à l'université d'Orléans. 
À cette époque, il rencontre Michel Pertué, doyen de la faculté de droit, qui lui propose de reprendre des études juridiques afin de préparer un doctorat sous sa direction. En 2006, il soutient à l'université d'Orléans sa thèse en histoire du droit portant sur Le corps préfectoral et les municipalités dans les départements de la Loire moyenne au XIXe siècle. 

### Carrière dans l'enseignement supérieur
Nommé maître de conférences en histoire du droit en 2007, Pierre Allorant soutient son habilitation à diriger des recherches en histoire du droit en 2009. Il devient professeur des universités en histoire du droit en 2015, enseigne en licence et en master et est coresponsable du master « métiers de l'accompagnement politique ». 

## Responsabilités administratives

### Vice-président de l'université d'Orléans
Arrivé à égalité des voix à l'élection du conseil d'administration de l'université d'Orléans en 2009, il se rallie avec l'autre candidat, Youssoufi Touré, élu président puis condamné en 2020 pour détournement de fonds publics après une gestion hasardeuse du budget de l'université. Pierre Allorant est vice-président du conseil d'administration de l'université entre novembre 2009 et juin 2012, puis vice-président à l'attractivité et à l'ancrage régional de 2012 à juin 2016.  

### Doyen de la faculté de droit, d'économie et de gestion d'Orléans
En novembre 2016, il est élu doyen de la faculté de droit, d'économie et de gestion d'Orléans,, succédant au professeur d'économie Cem Ertur, mort le 9 octobre 2016 et doyen depuis juin 2013.
Il est actif dans la gestion du projet de déménagement de la faculté de droit, économie et gestion du campus d'Orléans-La Source vers le site de l'ancien hôpital Porte-Madeleine, en centre-ville d'Orléans,  Il est à l'origine du baptême, en 2019, d'un amphithéâtre au nom de Simone Veil par Jean-Louis Debré, de l'atrium au nom de Jeanne Chauvin et de la salle des thèses au nom de Mary Parker Follett. Pour des raisons budgétaires, il supprime la capacité en droit qui permettait à des personnes qui n'avaient pas le baccalauréat d'entreprendre des études juridiques[réf. nécessaire]. 

## Parcours politique
Membre du Parti socialiste, Pierre Allorant est candidat (non-élu) sur la liste socialiste menée par  la conseillère municipale Corinne Leveleux-Teixeira aux élections municipales de 2014 à Orléans. 
Désormais sans étiquette mais proche de l'ancien maire Olivier Carré ainsi que du sénateur socialiste Jean-Pierre Sueur et du président de la région Centre-Val de Loire François Bonneau, il a d'abord réfléchi à « fédérer les acteurs du renouvellement à Orléans », du centre progressiste aux écologistes, affirmant se faire courtiser par de nombreux responsables politiques locaux, avant de renoncer à être candidat aux municipales de 2020. 
Depuis 2013, Pierre Allorant est membre du conseil économique, social et environnemental régional du Centre-Val de Loire, dont il est depuis 2018 le 1er vice-président délégué à l'enseignement supérieur, à la recherche et au sport,. Nommé en tant que représentant des universités et des organismes de recherche, il participe à la section évaluation, à la 4e commission destinée à la formation, à l'orientation, à la recherche, aux compétences et à l'éducation ainsi qu'au groupe de travail sur les violences faites aux femmes.

## Galerie

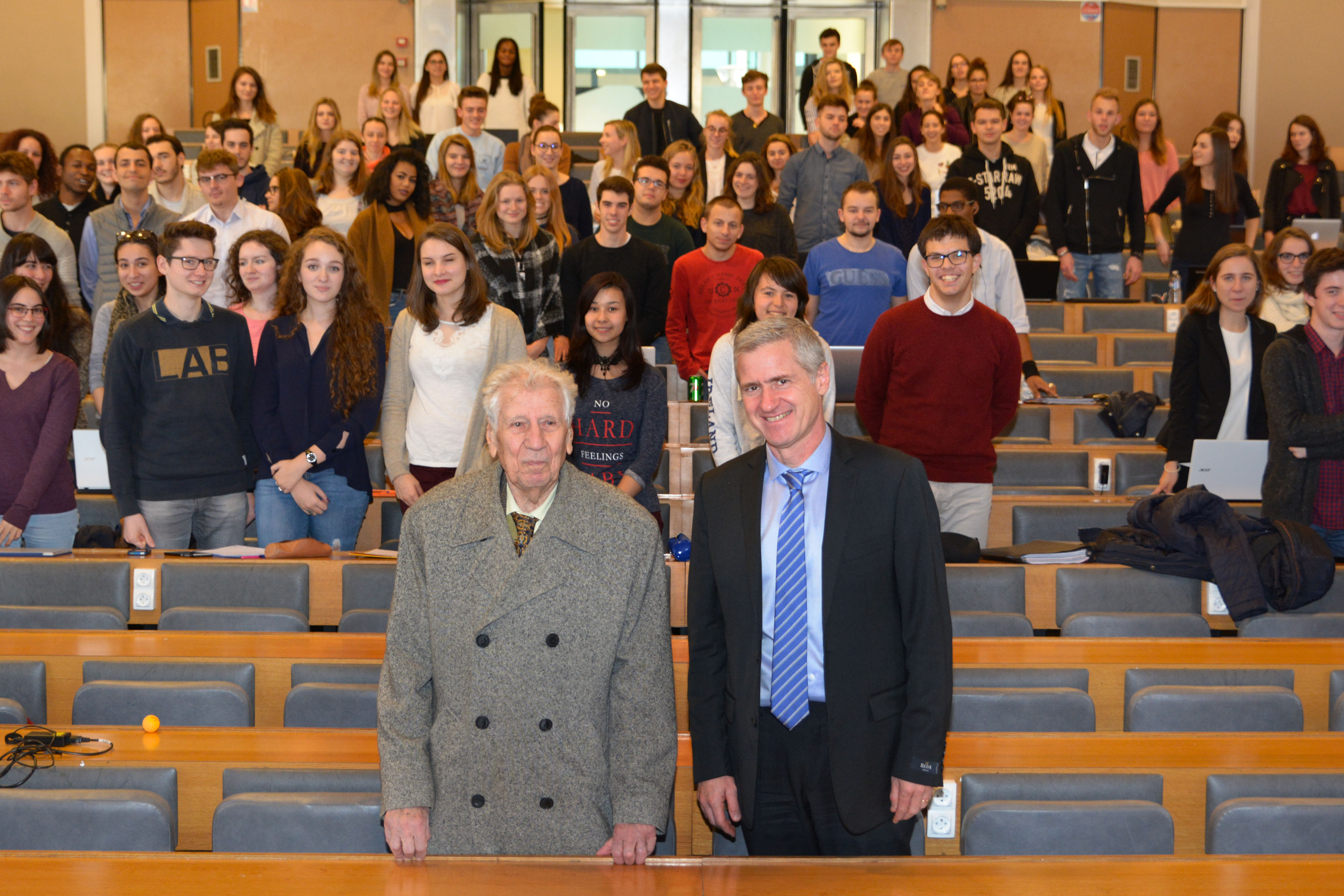
Le premier doyen de la faculté de droit, d'économie et de gestion d'Orléans, Élie Alfandari, et l'actuel, Pierre Allorant, en 2016.

## Publications

### Ouvrages
- Le président du Conseil général du Loiret de 1871 à 1982, Orléans, Presses universitaires d'Orléans, 2003, 178 p.
- Le corps préfectoral et les municipalités dans les départements de la Loire moyenne au XIXe siècle (1800-1914) (thèse de doctorat en histoire du droit), Orléans, Presses universitaires d'Orléans, 2007, 596 p.
- Administrer : Savoirs, évaluations, négociations (actes du colloque du laboratoire collectivités territoriales d'Orléans du 12 décembre 2008), Orléans, Presses universitaires d'Orléans, juin 2009, 164 p.
- Les Territoires de l'Administration : Départir, décentraliser, déconcentrer (actes du colloque du laboratoire collectivités territoriales d'Orléans du 20 juin 2008), Orléans, Presses universitaires d'Orléans, janvier 2009, 238 p. (ISBN 978-2-913454-46-0)
- Information et prise de décision administrative, Orléans, Presses universitaires d'Orléans, 2009, 169 p.
- L'essentiel de l'introduction historique au droit, Paris, Gualino, coll. « Carrés Rouge », février 2010, 112 p. (ISBN 978-2-297-01291-1, EAN 9782297012911)
- La République en chroniques, Orléans, Infimes Éditions, coll. « Infimes Histoires », 31 mai 2018, 227 p. (ISBN 979-10-92109-21-4, EAN 979-1092109214)
- Orléans, les maires qui ont transformé la ville (1800-2020), Orléans, Infimes Éditions, coll. « Infimes Histoires », 31 octobre 2019, 221 p. (ISBN 979-10-92109-28-3, EAN 979-1092109283)
- Voix du 8 mai : Cent ans de discours aux fêtes de Jeanne d'Arc à Orléans (1920-2020), Corsaire éditions, avril 2020 (sous presse)

### Direction d'ouvrages
- Pierre Allorant, Yann Delbrel et Philippe Tanchoux, France occupée, France occupante : Le gouvernement des territoires en temps de crise (de la guerre de Cent ans au régime de Vichy), Orléans, Presses universitaires d'Orléans, 2008, 367 p.
- Pierre Allorant et Sophie Delbrel, Conseiller, légiférer, gouverner, Orléans, Presses universitaires d'Orléans, 2010, 227 p.
- Pierre Allorant, Walter Badier et Lucie Paye-Moissinac, Voyages en Amérique : La société américaine vue par Marcel Jozon en 1869 et Alexandre Ribot en 1886-1887, Paris, L’Harmattan, juillet 2011, 172 p. (ISBN 978-2-296-55152-7)
- Pierre Allorant, Noëlline Castagnez et Antoine Prost, Le moment 1940 : Effondrement national et réalités locales, Paris, L’Harmattan, 2012, 290 p.
- Pierre Allorant et Jacques Résal, Un médecin dans le sillage de la Grande Armée : Correspondance de Jean-Jacques Ballard et de son épouse Ursule restée en France (1805-1812), L’Harmattan, février 2013, 393 p.
- Pierre Allorant et Noëlline Castagnez, Se souvenir de la guerre en région Centre-Val de Loire de Jeanne d'Arc à nos jours, Orléans, Corsaire, 2014, 60 p. (ISBN 978-2-910475-65-9, EAN 9782910475659, BNF 20180904)
- Pierre Allorant et Noëlline Castagnez (préf. Jean-François Sirinelli), Mémoires des guerres : le Centre-Val de Loire de Jeanne d'Arc à Jean Zay, Rennes, Presses universitaires de Rennes, coll. « Histoire », 2015, 349 p. (ISBN 978-2-7535-4204-4, EAN 9782753542044)
- Pierre Allorant, Gabriel Bergounioux et Pascal Cordereix (préf. Pascal Ory), Jean Zay : invention, reconnaissance, postérité, Tours, Presses universitaires François-Rabelais, coll. « Perspectives historiques », 2016, 178 p. (ISBN 978-2-86906-420-1, EAN 9782869064201)
- Pierre Allorant, Alexandre Borrell et Jean Garrigues, 250 lieux, personnages, moments : patrimoine en Beauce, Berry, Gâtinais, Perche, Sologne, Touraine, Tours, Presses universitaires François-Rabelais, coll. « Patrimoines en région Centre-Val de Loire », 2018, 464 p. (ISBN 978-2-86906-660-1, EAN 9782869066601)
- Pierre Allorant, Walter Badier et Jean Garrigues, 1870, entre mémoires régionales et oubli national : se souvenir de la guerre franco-prussienne, Rennes, Presses universitaires de Rennes, coll. « Histoire », 2019, 297 p. (ISBN 978-2-7535-7768-8, EAN 9782753577688)
- Pierre Allorant, Alexandre Borrell et Jean Garrigues, Deux siècles de caricatures politiques et parlementaires, Arras, Artois Presses Université, janvier 2019, 170 p. (ISBN 978-2-84832-328-2)